# Telecom Egypt
Telecom Egypt oder Telecom Egypt S.A.E. ist Ägyptens größte Telefongesellschaft. Sie begann 1854 mit dem Betrieb der ersten Telegraphenleitung im Lande. Im Jahr 1998 ersetzte sie die Arab Republic of Egypt National Telecommunication Organization (ARENTO). Das Unternehmen verfügt über eine Basis von über 12 Millionen Festnetzteilnehmern, die es zum größten Festnetzanbieter in Afrika und zum zweitgrößten (nach der Telekommunikationsgesellschaft des Iran) im Mittleren Osten machen. Am 31. August 2016 wurde Telecom Egypt zu einem vollwertigen Mobilfunkbetreiber, nachdem die Gesellschaft für 7,08 Milliarden Ägyptische Pfund (= 713,14 Millionen Euro) eine G4-Lizenz erworben hatte.

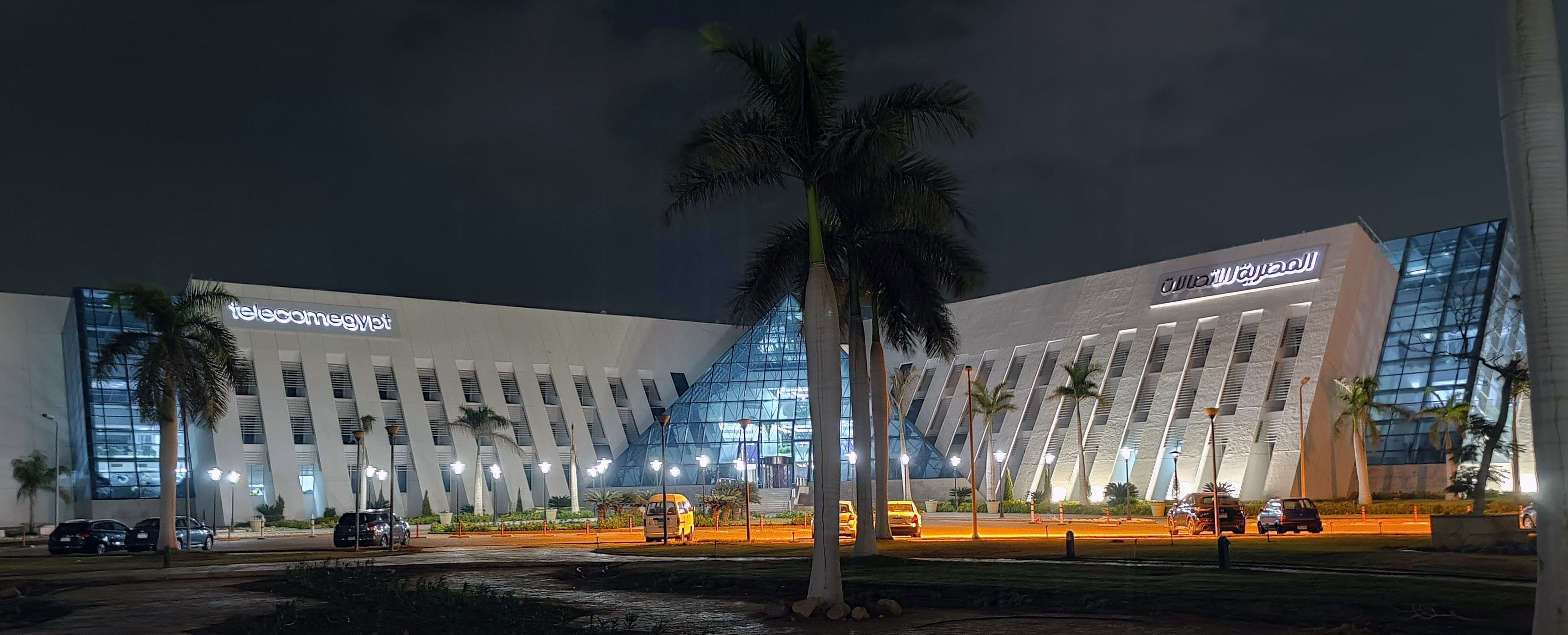
Hauptquartier Telecom Egypt in Kairo

Telecom Egypt ist Mitglied im EGX 30 Index an der Egyptian Exchange.
Im Jahr 2024 wurde das Unternehmen auf Platz 4 der Forbes-Liste der 50 wertvollsten Unternehmen in Ägypten geführt.

## Geschichte
Eine Regierungsinitiative, aus der sich später Telecom Egypt entwickelte, begann 1854 mit dem Betrieb einer Telegraphenleitung, die von der britischen Eastern Telegraph Company gebaut worden war und die Gouvernements von Kairo und Alexandria miteinander verband. Ägyptens erste Telefonleitung wurde, ebenfalls zwischen Kairo und Alexandria, im Jahre 1881 installiert. Im selben Jahr erwarb die ägyptische Regierung die Eastern Telephone Company und schuf daraus die Telephone and Telegraph Authority. Auf Grundlage des Gesetzes Nr. 107 von 1957 wurden alle Vermögenswerte der Eastern Telephone Company und anderer Telekommunikationsanbieter dem Ministerium für Telekommunikation übertragen. Noch im selben Jahr unterstellte der Präsidentenerlass Nr. 709 die vollständige drahtgebundene und drahtlose Kommunikation des Landes der Zuständigkeit der Wire and Wireless Communications Authority, die dem Ministerium für Verkehr unterstellt war. 1980 wurde die Arab Republic of Egypt National Telecommunications Organization (ARENTO) als autonome Behörde des Ministeriums für Verkehr gegründet. Mit dem Gesetz Nr. 19 von 1998 wurde ARENTO in Telecom Egypt umbenannt und in eine Aktiengesellschaft umgewandelt. Der einzige Anteilseigner war die ägyptische Regierung.
Im Jahr 2001 gründete Telecom Egypt mit TE Data eine Daten- und Kommunikations-Tochtergesellschaft. Im selben Jahr wurde Telecom Egypt eine Mobilfunklizenz angeboten, die jedoch von dem Unternehmen zurückgewiesen wurde. Stattdessen erwarb Telecom Egypt im Jahr 2003 einen Anteil von 8,6 % an Vodafone Egypt und erhöhte in den nächsten Jahren ihre Anteile kontinuierlich bis Ende 2008 eine Beteiligung von 44,95 % erreicht war. Heute ist Vodafone Egypt eine bedeutende Einnahmequelle für Telecom Egypt. Im November 2005 startete die ägyptische Regierung einen Börsengang mit 20 % des bestehenden Aktienkapitals von Telecom Egypt. Im Jahr 2006 
deregulierte die National Telecom Regulatory Authority (NTRA) das Monopol für den nationalen und internationalen Telefondienst und kündigte Möglichkeiten für andere Festnetzbetreiber an. Diese Initiative wurde wegen wirtschaftlichen Drucks jedoch auf Eis gelegt, und Telecom Egypt ist nach wie vor Ägyptens einziger Festnetzbetreiber des Landes. Aufgrund der 80%igen Beteiligung der Regierung an der Gesellschaft ist Telecom Egypt bei allen wichtigen Entscheidungen über Finanzen, Tarife und Beschäftigung vom Ministerium für Kommunikation und Informationstechnologie (MCIT) abhängig. Das MCIT wird daher teilweise verdächtigt, eine indirekte Kontrolle über die National Telecom Regulatory Authority auszuüben, was zu potenziellen Interessenkonflikten führen könnte.
Während des Arabischen Frühlings im Jahre 2011 kam Telecon Egypt wegen seiner Beteiligung an den Repressionsmaßnahmen der ägyptischen Regierung gegen das freie Internet wiederholt in die Schlagzeilen (siehe weiter unten).
In einem Interview, das im Mai–Juni 2014 veröffentlicht wurde, sagte der CEO von Telecom Egypt, dass das Unternehmen im April 2014 eine einheitliche Telekommunikationslizenz erhalten habe und dass dies zu einer Änderung der Beziehungen zu Vodafone Egypt führen würde. Telecom Egypt würde in der Lage sein, mobile Dienste unter den Bedingungen der neuen Lizenz anzubieten und ab 2015 mit dem neuen 4G-Spektrum zu arbeiten. Dies würde zu einer Trennung von Vodafone führen, wobei Telecom Egypt entweder den Rest von Vodafone Egypt kaufen oder Geschäftsfelder an die Vodafone-Gruppe verkaufen könne.

## Produkte und Dienstleistungen
Telecom Egypt ist Ägyptens einziger Festnetzbetreiber und einer der größten in der MENA-Region mit über neun Millionen Abonnenten im Jahre 2009. Das Unternehmen bietet Dienstleistungen in den Kategorien Einzelhandel und Großhandel an. Auf der Einzelhandelsseite bietet Telecom Egypt Zugangs- und Sprachdienste sowie über TE Data Datendienste für Privathaushalte und Unternehmen an. TE Data besaß 2009 in Ägypten einen Marktanteil von 61 % und ist darüber hinaus auch in Jordanien aktiv. TE Data bietet zusätzliche Dienste durch eine Zusammenarbeit mit der Microsoft Live-Plattform an. Telecom Egypt ist Ägyptens einziger Anbieter von Großhandelsleistungen. Das Unternehmen vermietet Breitbandkapazitäten sowie nationale und internationale Verbunddienste in den Bereichen Daten und Telefon. Telecom Egypt bietet auch Infrastruktur- und Transportdienstleistungen, Sprach- und Datendienste sowie Webhosting. Die Gesamtdienste machten im Jahr 2009 42 % des Umsatzes aus. Über die Beteiligung an Vodafone Egypt werden auch Mobilfunkdienste angeboten. Insgesamt besitzt Telecom Egypt das Monopol über das Festnetz, beherrscht 70 % des Internet-Dienstes in Ägypten, ist dort der einzige Anbieter von internationalem Telefondienst und bietet Konnektivität für alle Mobilfunkbetreiber.

### Einzelhandel
Telecom Egypt bietet Festnetz-Sprachdienste und mobile Sprachdienste durch die Partnerschaft mit Vodafone Egypt; ferner Breitband-Internet- und IPTV-Dienste sowie „Enterprise-Managed“ Internet-Zugang, Managed Network Services und Outsourcing von Informations- und Kommunikationstechnologien".

### Großhandel
Telecom Egypt bietet Großhandelsdienstleistungen für inländische und internationale Kunden. Mobilfunkbetreiber in Ägypten verlassen sich auf Telecom Ägyptens Netzwerk- und Infrastrukturfähigkeiten. International wird Telecom Egypt zu einem Telekommunikations- und Daten-Hub zwischen Asien, Afrika und Westeuropa ausgebaut. Das TE Nord-Kabel, das in Zusammenarbeit mit Alcatel-Lucent gebaut wurde, ist ein 40G-Unterwasser-Kabel, das Abu Talat, Ägypten, mit Marseille, Frankreich verbindet, mit Niederlassungen in Jordanien und Zypern sowie Verzweigungseinheiten zur weiteren Expansion.

## Tochtergesellschaften und Beteiligungen

### Tochtergesellschaften
- TE France - 100 % Beteiligung
- TE Data - 100 % Beteiligung.
TE Data wurde 2001 von Telecom Egypt gegründet, um als Tochtergesellschaft für Datenkommunikation und das Internet zu fungieren. Das Unternehmen ist im Bereich Internet Service Marktführer in Ägypten.[13]
- Xceed IT Consultancy and Call Center Operator - 97.66 % Beteiligung.
Xceed fungiert als IT-Tochtergesellschaft für Telecom Egypt. Xceed begann Ende 2003 mit Call-Center-Geschäften, die eine breite Palette von Inbound- und Outbound-Diensten anboten, die auf die Bedürfnisse der Kunden zugeschnitten waren.[13]
- Centra Technologies - 58.76 % Beteiligung.
Centra ist eine 2002 gegründete Aktiengesellschaft. Sie ist ein IT-Systemintegrator mit Hardwareherstellung und Distribution. Ihr Kerngeschäft ist es, komplette IT-Lösungen anzubieten und verschiedene Modelle einer lokalen Markenplattform von PCs, Servern und Notebooks von internationaler Qualität zu produzieren.[13]

### Beteiligungen
- MERC (Middle East Radio Communication Company) - 49 % Beteiligung.
MERC ist eine 2001 gegründete Aktiengesellschaft. Sie ist ein führendes Unternehmen in den Bereichen Herstellung, Betrieb und Verwaltung von drahtlosen Kommunikationsstationen.
- Technology Development Fund - 46.15 % Beteiligung
- Vodafone Egypt - 44.95 % Beteiligung
- Egypt Trust - 35.71 % Beteiligung
- Ideavelopers - 18.75 % Beteiligung
- Nokia Siemens Networks - 10 % Beteiligung
- CITC (Civil Information Technology Company) - 10 % Beteiligung
- Arab Company for PC Manufacturing - 10 % Beteiligung
- Quicktel - 5.71 % Beteiligung

## Kontroversen

### Netzabschaltung während des Arabischen Frühlings im Januar 2011
Am 28. Januar, kurz nach Mitternacht, wurden die internationalen Datenverbindungen in Ägypten binnen 25 Minuten geschlossen. Telecom Egypt, als einer der fünf großen Netzbetreiber in Ägypten und der Besitzer von praktisch allen Fiberglaskabeln des Landes, war bei dieser Abschaltung durch die Regierung maßgeblich beteiligt. Die Regierung nutzte auch den Zugang zu Telecom Egypts Infrastruktur, um Anbieter wie Vodafone Egypt dazu zu bringen, ihre Dienste ebenfalls zu beenden. Im April 2011 wurde eine Klage an das Hohe Verwaltungsgericht gerichtet, durch die Schadensersatz von drei Telekommunikationsunternehmen (einschließlich Telecom Egypt) sowie aktuelle und ehemalige Beamte gefordert wurde. Im Rahmen des Prozesses wurde festgestellt, dass Internet-Abschaltungen in Zusammenarbeit mit Telekom-Unternehmen und ISP schon während der Mahalla-Al-Kubra-Proteste im April 2008 und erneut im Oktober 2010 praktiziert worden waren. Über die reine Abschaltung hinaus waren Mobilfunkbetreibernetze, darunter Vodafone Egypt, von der ägyptischen Regierung gekapert worden, um Textnachrichten direkt an die Kunden zu versenden.

### Arbeitskampf im Oktober 2011
Am 12. Oktober 2011 wurden fünf Angestellte der Telecom Egypt von der Polizei verhaftet und des versuchten Mordes an dem damaligen CEO des Unternehmens, Mohamed Abdel Rahim beschuldigt. Nach Darstellung von Arbeitnehmervertretern jedoch hatte der CEO die Büros und die Mitarbeiter aufgesucht, um neue Anforderungen bei der Arbeitsbedingungen der Telecom Egypt zu präsentieren. Nachdem er sich geweigert hatte, die Forderungen der Beschäftigten anzuhören, setzten diese sich vor seinem Büro zu einem Sit-In nieder, das erst beendet werden konnte, als die in einem angrenzenden Raum befindliche Militärpolizei eingriff. Die Demonstranten organisierten einen Streik und Protestaktionen und forderten die Freilassung ihrer Kollegen. Telefonbuchdienste und die Telecom Egypt-Service-Hotline wurden ebenfalls bestreikt. Die Streikenden behaupteten, dass Abdel Rahim und der Vorstand für Korruption verantwortlich seien und forderten deren Rücktritt sowie die Revision der hohen Beamtengehälter. Am 23. Oktober 2011 forderte der Chef der unabhängigen Arbeitervereinigung von Telecom Egypt, Mohamed Abu Karish, dass die Gefangenen freigelassen werden sollten und drohte, dass anderenfalls die Internet- und Kommunikationsdienste geschlossen würden, um den Streik zu verstärken. Abdel Rahim zog daraufhin seine Mordanklage zurück und die Gefangenen wurden am 25. Oktober aus der Haft entlassen.